# Classe X (sous-marin britannique)
Ne pas confondre avec la Classe X de sous-marins italiens et la Classe X de Mercedes-Benz.
Les sous-marins de classe X sont des sous-marins de poche de la Seconde Guerre mondiale, conçus pour la Royal Navy vers 1943-1944, et construits à 20 exemplaires, en trois variantes, dans quatre chantiers navals britanniques : 
- Varley Marine à Portsmouth ;
- Vickers à Barrow-in-Furness ;
- Broadbent Markham à Chesterfield ;
- Marshall à Gainsborough.

Ils étaient souvent surnommés X-Craft et utilisés pour des missions spéciales telles le sabotage de navires de guerre de la Kriegsmarine à l'intérieur même de leur port d'attache.

## Caractéristiques
Le submersible mesurait environ 15,5 m de long, 1,68 m de diamètre maximum et pesait de 27 à 30 tonnes. La propulsion était assurée par un moteur Diesel de 4 cylindres de 42 chevaux fabriqué par L. Gardner and Sons, conversion d'un type de moteur utilisé dans certains autobus de Londres et d'un moteur électrique de 30 chevaux permettant une vitesse maximum de 5,5 à 6,5 nœuds, soit de 10 à 12 km/h.
L'équipage était à l'origine au nombre de trois : le commandant, le pilote et un passager optionnel mais rapidement un plongeur spécialisé a été ajouté, pour lequel un sas de sortie fut créé. Ce type de sous-marin fut utilisé dans l'attaque sur le cuirassé allemand Tirpitz.

### Les unités de la Classe X
- Prototype :
  - X3 :
  - X4 :
- Type X5 :
  - X5 :
  - X6 :
  - X7 :
  - X8 :
  - X9 :
  - X10 :
- Type X20 :
  - X20 :
  - X21 :
  - X22 :
  - X23 :
  - X24 : unique exemplaire survivant, il exposé au Royal Navy Submarine Museum.
  - X25 :
- Type XT : sous-marins remorqués 
  - XT1, XT2, XT3, XT4, XT5 et XT6

## Engagements
La principale opération menée par ces sous-marins fut l'Opération Source en 1943 contre le cuirassé Tirpitz en Norvège.